# Estados de África, del Caribe y del Pacífico

Integrantes de OEACP.

Bandera de OEACP.

Estados de África, del Caribe y del Pacífico (OEACP) es una asociación de países formado para coordinar actividades de la Convención de Lomé de 1975.

## Objetivos
Los objetivos de la OEACP son:
- Derechos humanos, democracia y gobernanza en sociedades centradas en las personas y basadas en los derechos
- Paz y seguridad
- Desarrollo humano y social
- Crecimiento económico y desarrollo inclusivos y sostenibles
- Sostenibilidad medioambiental y cambio climático
- Migración y movilidad

## Estructura de la OEACP
Según el Acuerdo de Georgetown (2003) los organismos de la OEACP son:
- Cumbre de Jefes de Estado y Gobierno. La cual dicta las políticas generales de la OEACP
- Consejo de Ministros. Está formado por un representante de los Estados de la OEACP. Está encargado de ejecutar las políticas de la ACP y evaluar periódicamente el estado de ejecución. Se reúne ordinariamente cada 6 meses o sesiones especiales. Sus decisiones se adoptan por consenso
- Comité de Embajadores. Integrada por un representante de cada uno miembros de la OEACP. Asiste al Consejo de Ministros en sus tareas, monitorear los acuerdos entre la UE y la OEACP
- Comité Parlamentario de la OEACP. De futura implementación
- Secretariado de la OEACP. El secretario general de la OEACP es nombrado por el Consejo de Ministros. Está encargado del funcionamiento administrativo y de ejecutar todas las acciones decididas por los organismos de la OEACP y monitorear su ejecución. Su sede está en Bruselas, Bélgica.

Han sido Secretarios Generales: Tieoule Kontate (Malí, 1976-1980), Edwin W. Carrington (
(Trinidad y Tobago 1985-1990), Ghebray Berhane (Etiopía 1990-1995), Ng'andu Peter Magande (Zambia, 1996-2000), Jean-Robert Goulongana (Gabón, 2000-2005) y a la fecha Sir John Kaputin (Papúa Nueva Guinea, desde el 2005).
Idiomas oficiales son el inglés, francés, portugués y español.

## La UE firma el Acuerdo Samoa
El 15 de noviembre de 2023, la UE y sus Estados miembros firmaron un nuevo acuerdo de asociación con los miembros de la Organización de los Estados de África, el Caribe y el Pacífico (OEACP) que servirá de marco jurídico general para sus relaciones durante los próximos veinte años.
Este acuerdo sucedió al Acuerdo de Cotonú y se denomina «Acuerdo de Samoa». El acuerdo abarca temas como el desarrollo sostenible y el crecimiento, los derechos humanos y la paz y la seguridad.